# Celama cingalesa
Celama cingalesa är en fjärilsart som beskrevs av Moore 1882. Celama cingalesa ingår i släktet Celama och familjen trågspinnare. Inga underarter finns listade i Catalogue of Life.